# Arjona (Kolumbien)
Arjona ist eine Gemeinde (municipio) in Kolumbien im Departamento Bolívar. Arjona ist Teil der inoffiziellen Metropolregion Cartagena, der Metropolregion von Cartagena.

## Geografie
Arjona liegt 30 km südlich von Cartagena nahe der kolumbianischen Karibikküste und hat eine Durchschnittstemperatur von 32 °C. Arjona liegt auf einer Höhe von 63 m ü. NN. Die Gemeinde grenzt im Norden an Turbaco, im Osten an San Estanislao und Mahates, im Süden an María La Baja und im Westen an Turbaná sowie an San Onofre im Departamento de Sucre.

## Bevölkerung
Die Gemeinde Arjona hat 78.070 Einwohner, von denen 61.380 im städtischen Teil (cabecera municipal) der Gemeinde leben. In der Metropolregion leben 1.382.015 Menschen (Stand 2019).

## Geschichte
Gegründet wurde Arjona am 13. März 1775 von Antonio de la Torre y Miranda. Seit 1870 hat Arjona den Status einer Gemeinde.

## Wirtschaft
Der wichtigste Wirtschaftszweig von Arjona ist die Rinderproduktion.

## Söhne und Töchter der Stadt
- Harold Grey (* 1971), Boxer